# Carl Rudolf (Württemberg-Neuenstadt)

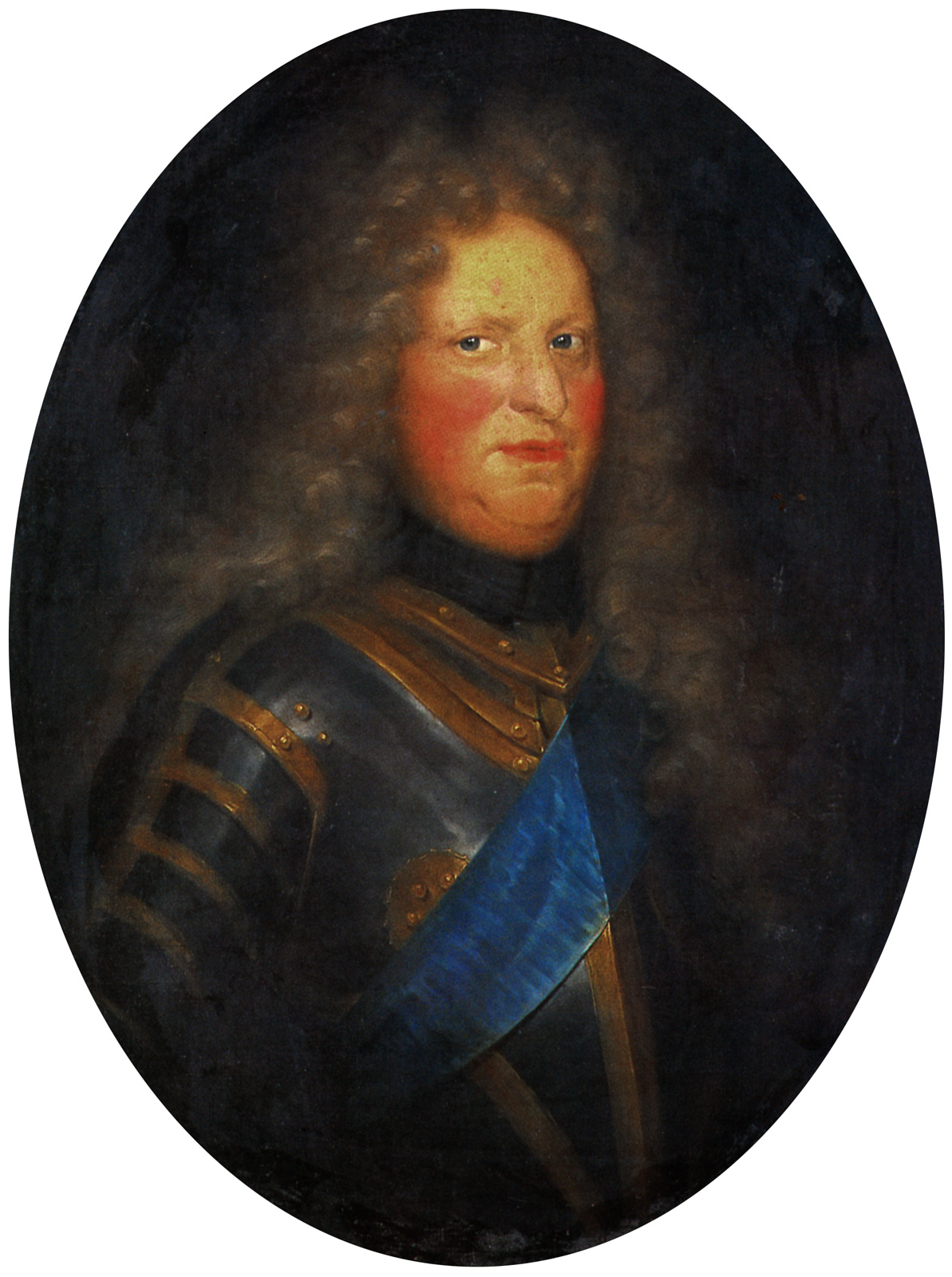
Carl Rudolf

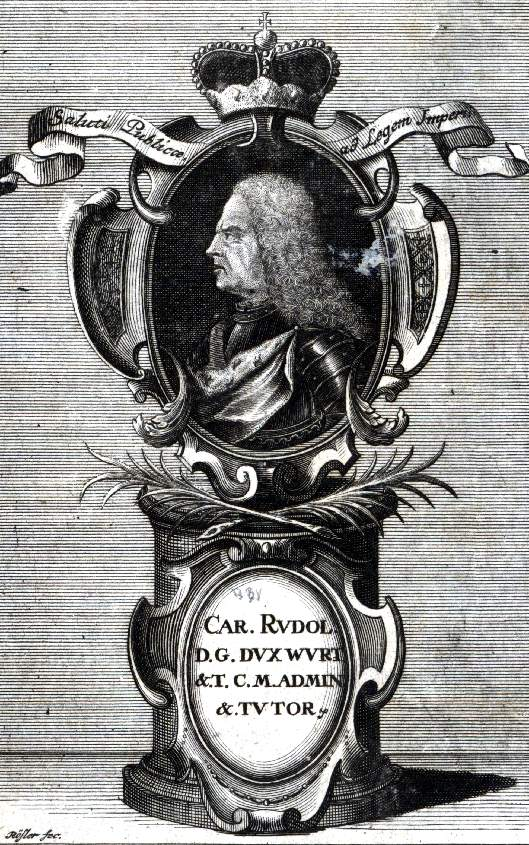
Carl Rudolf, Darstellung ca. 1770

Carl Rudolf (* 29. Mai 1667 in Neuenstadt am Kocher; † 17. November 1742 ebenda) war Herzog von Württemberg und dritter in der Seitenlinie Württemberg-Neuenstadt, die mit seinem Tod im Mannesstamm erlosch. Er machte sich als Heerführer in dänischen und kaiserlichen Diensten einen Namen.

## Leben
Carl Rudolf war der jüngste Sohn von Friedrich, der 1649 die Seitenlinie Württemberg-Neuenstadt begründet hatte, und seiner Frau Clara Augusta von Braunschweig. Die Mitglieder dieser Linie waren im Besitz der württembergischen Ämter Neuenstadt, Möckmühl und Teilen von Weinsberg und führten den Titel eines Herzogs, besaßen aber keine landeshoheitlichen Rechte; diese waren bei der Hauptlinie verblieben.

### Erziehung
Der junge Herzog erhielt eine standesgemäße Erziehung, die ihn im Alter von 15 Jahren an das Collegium illustre in Tübingen brachte. 1684 wurde er zur weiteren Ausbildung nach Straßburg geschickt, wo er ein Jahr lang blieb. Anschließend führte ihn die Kavalierstour über Genf und das südliche Frankreich nach Paris, wo er sieben Monate am Hof des „Sonnenkönigs“ Ludwigs XIV. verbrachte. Über London und Norddeutschland kehrte er nach Hause zurück.

### Militärische Laufbahn
Als nachgeborener Sohn ohne Aussicht auf die Herrschaft im Lande entschied er sich für eine militärische Karriere. Schon 1687 reihte er sich in das württembergische Regiment ein, das sich am Krieg zwischen der Republik Venedig und dem Osmanischen Reich in Griechenland beteiligte; zu diesem Zweck stellte Carl Rudolf eine eigene Kompanie von 150 Mann auf, die er als Hauptmann befehligte. Zwei Jahre lang war er an den Kämpfen auf Morea (dem heutigen Peloponnes) und Negroponte (dem heutigen Euböa) beteiligt. Bei der letzten Endes vergeblichen Belagerung von Negroponte wurde er von einer Musketenkugel in die Brust getroffen, überlebte aber. Die Kugel verblieb bis zu seinem Tod in der Lunge und wurde bei der Obduktion gefunden.
Als Carl Rudolf Anfang 1690 nach Württemberg zurückkam, war in der Zwischenzeit der Pfälzische Erbfolgekrieg ausgebrochen und hatte sich auf halb Europa ausgeweitet. Carl Rudolf trat in den Dienst Dänemarks, das sich mit einem Hilfskorps am Krieg in Irland beteiligte, wo Frankreich den abgesetzten katholischen König Jakob II. gegen den protestantischen König Wilhelm von Oranien unterstützte; den Oberbefehl über die dänischen Truppen hatte Carl Rudolfs älterer Bruder, der Feldherr Ferdinand Wilhelm, inne. Die beiden Brüder kämpften gemeinsam in der siegreichen Schlacht am Boyne und weiteren Unternehmungen.
1692 wurden die beiden Brüder auf den niederländischen Kriegsschauplatz verlegt und kämpften in den Schlachten bei Steenkerke und Neerwinden mit. Nach Beendigung des Pfälzischen Erbfolgekriegs schickte sie der dänische König in die heutige Ukraine, wo sie 1698/99 zusammen mit polnisch-sächsischen Truppen gegen die Türken kämpften. Im Jahr 1700 nahmen sie ebenfalls zusammen am Großen Nordischen Krieg teil, aus dem Dänemark jedoch schon im selben Jahr erfolglos wieder ausschied. Ferdinand Wilhelm beendete daraufhin seine militärische Karriere.
Nur ein Jahr später brach der Spanische Erbfolgekrieg aus, in dem eine von Frankreich angeführte Koalition gegen eine britisch-niederländisch-habsburgische Allianz stand. Dänemark unterstützte das letztere Bündnis, und Carl Rudolf erhielt den Oberbefehl über die 12.000 Mann, die zur Unterstützung der Niederlande entsandt wurden. Für seine Aktionen im Jahr 1702 erhielt er die höchste dänische Auszeichnung, den Elefanten-Orden. 1704 nahm er mit seinem dänischen Korps an der Schlacht von Höchstädt teil. Bei Ramillies 1706 und Malplaquet 1709 zeichnete er sich aus und trug mitentscheidend zu den beiden Siegen bei. Am Ende des Kriegs wurde er zum kommandierenden General der gesamten dänischen Armee ernannt.
Dänemark war inzwischen wieder in den Großen Nordischen Krieg eingestiegen. Carl Rudolf erhielt die Aufgabe, Stralsund von den Schweden zu erobern, was nach längerer Belagerung 1715 auch gelang.

### Regierungszeit in Neuenstadt
1716 starb Carl Rudolfs ältester Bruder Friedrich August, der 1682 die Regierung in Neuenstadt übernommen hatte. Da Friedrich August ohne männliche Nachkommen gestorben war und auch Ferdinand Wilhelm nicht mehr lebte, fiel das Erbe an Carl Rudolf. Er nahm daher nach über 25 Jahren seinen Abschied aus der dänischen Armee und zog in die Heimat zurück. 1729 wurde Carl Rudolf zum kaiserlichen Generalfeldmarschall ernannt. Im Zuge des Polnischen Thronfolgekrieges des Reiches gegen Frankreich war Carl Rudolf mit der Aufsicht über die Festungen entlang des Oberrheins betraut.
Nachdem Anfang 1737 der regierende Herzog der Hauptlinie in Stuttgart, Carl Alexander, gestorben war, erhielt Carl Rudolf als nächster Verwandter die Regentschaft für den noch minderjährigen Carl Eugen. Carl Alexanders Herrschaft hatte Beamtentum und Landstände gegen sich aufgebracht, weil er zur Sanierung der bankrotten Staatsfinanzen und Erneuerung des rückständigen württembergischen Verwaltungs- und Wirtschaftsapparates den jüdischen Finanzberater Joseph Süß Oppenheimer hinzuzog, der zu mehreren unliebsamen Maßnahmen griff (bspw. Steuer auf Beamtenbezüge). Um den Zorn zu besänftigen, akzeptierte Carl Rudolf stillschweigend den Justizmord an Oppenheimer. Bald darauf fühlte er sich, inzwischen über 70 Jahre alt, der Aufgabe als Regent jedoch gesundheitlich nicht mehr gewachsen, trat diese Aufgabe im August 1738 an Karl Friedrich aus der Linie Württemberg-Oels ab und kehrte nach Neuenstadt zurück.
Ende 1742 zog er sich einen Katarrh zu, an dessen Folgen er am 17. November in Neuenstadt starb. Mit seinem Tod erlosch die Linie Württemberg-Neuenstadt. Er wurde in der Gruft der Nikolauskirche beigesetzt.

### Familie
Carl Rudolf blieb zeit seines Lebens unverheiratet. Er lebte jedoch spätestens seit 1710 mit Maria Theresia de la Contry († 1748) zusammen und betrachtete diese Verbindung als „vor Gott geschlossene Ehe“. Das Paar hatte keine Kinder. Maria Theresia hatte ab 1737 den Titel einer Reichsgräfin und nahm nach Carl Rudolfs Tod ihren Witwensitz im Kilianschen Haus in Weinsberg, sie wurde 1748 in der Stadtpfarrkirche St. Dionysius in Neckarsulm beigesetzt.